# Ils étaient un seul homme
Pour plus de détails, voir Fiche technique et Distribution.
Ils étaient un seul homme (The Boys in the Boat), est un film américain réalisé par George Clooney et sorti en 2023. Il s'agit d'une adaptation du livre Ils étaient un seul homme (The Boys in the Boat) de Daniel James Brown (en) qui revient sur l'équipe américaine d'aviron à huit aux jeux olympiques d'été de 1936 à Berlin.

## Synopsis
Joe Rantz est étudiant à l'université de Washington où il est membre de l'équipe d'aviron. Avec certains de ses camarades, il va participer aux jeux olympiques d'été de 1936 à Berlin, dans un contexte politique très particulier.

## Fiche technique
Sauf indication contraire, les informations mentionnées dans cette section peuvent être confirmées par la base de données cinématographiques IMDb,  présente dans la section « Liens externes ».
- Titre original : The Boys in the Boat
- Titre français et québécois : Ils étaient un seul homme[1],[2]
- Réalisation : George Clooney
- Scénario : Mark L. Smith, d'après le livre Ils étaient un seul homme de Daniel James Brown
- Musique : Alexandre Desplat
- Direction artistique : Simon Marsay
- Décors : Kalina Ivanov
- Costumes : Jenny Eagan
- Photographie : Martin Ruhe
- Montage : Tanya M. Swerling
- Production : George Clooney, Donna Gigliotti et Grant Heslov

Producteurs délégués : Gary Barber et Andy Mitchell
- Sociétés de production : Metro-Goldwyn-Mayer, Spyglass Media, Tempesta Films, Lantern Entertainment et Smokehouse
- Sociétés de distribution : Amazon MGM Studios (États-Unis), Prime Video (France)
- Budget : 40 millions de dollars[3]
- Pays de production :  États-Unis
- Langue originale : anglais
- Format : couleur
- Genre : drame biographique
- Durée : 124 minutes
- Dates de sortie[4] :
  - États-Unis : 7 décembre 2023 (avant-première à Seattle)
  - États-Unis, Canada : 25 décembre 2023
  - France, Canada : 29 mars 2024 (Prime Video[1],[5])

## Distribution
- Joel Edgerton (VF : Boris Rehlinger ; VQ : Louis-Philippe Dandenault) : Al Ulbrickson Sr. (en)
- Callum Turner (VF : Valentin Merlet ; VQ : Xavier Dolan) : Joe Rantz
  - Ian McElhinney : Joe Rantz, âgé
- Peter Guinness (VQ : Jacques Lavallée) : George Yeomans Pocock (en)
- Jack Mulhern (en) (VF : Frédéric Philippe) : Don Hume (en)
- James Wolk (VF : Alexis Victor ; VQ : Frédérik Zacharek) : Tom Bolles (en), le coach
- Hadley Robinson (en) (VF : Claire Baradat ; VQ : Lauriane S. Thibodeau) : Joyce Simdars
- Courtney Henggeler (VF : Olivia Nicosia) : Hazel Ulbrickson
- Chris Diamantopoulos (VF : Guillaume Lebon ; VQ : Frédéric Paquet) : Royal Brougham (en)
- Sam Strike (en) (VQ : Nicolas Bacon) : Roger Morris (en)
- Alec Newman : Harry Rantz, le père de Joe
- Luke Slattery (VF : Clément Moreau ; VQ : Xiao Yi Hernan) : Bobby Moch
- Thomas Elms : Chuck Day (en)
- Tom Varey (en) : Johnny White (en)
- Bruce Herbelin-Earle : Shorty Hunt (en)
- Wil Coban (VF : Matyas Simon) : Jim McMillin
- Joel Phillimore (VF : Julien Debuys) : Gordy Adam (en)
- Edward Baker-Duly (en) (VF : Constantin Pappas) : Benjamin Billings
- Adrian Lukis (VF : Gabriel Le Doze) : Jay Ellis
- Jyuddah Jaymes : Jesse Owens
- Sam Douglas : Henry Burke
- Daniel Philpott : Hitler

 Source et légende : version française (VF) sur RS Doublage et carton du doublage français ; version québécoise (VQ) sur Doublage.qc.ca

## Production

### Genèse et développement
En mars 2011, The Weinstein Company acquiert les droits du livre de Daniel James Brown. Kenneth Branagh est choisi comme réalisateur, avec notamment Donna Gigliotti à la production,. En octobre 2018, Lantern Entertainment (en) (successeur de la Weinstein Company) signe un contrat avec la Metro-Goldwyn-Mayer pour la distribution du film. En mars 2020, il est finalement annoncé que George Clooney réalisera le film et qu'il le produira avec son partenaire habituel Grant Heslov. Il est précisé que le script est écrit par Mark L. Smith.

### Attribution des rôles
En novembre 2021, Callum Turner est annoncé pour interpréter Joe Rantz. En février 2022, Joel Edgerton et Hadley Robinson (en) rejoignent la distribution. Les mois suivants, Courtney Henggeler, James Wolk, ou encore Chris Diamantopoulos sont confirmés.

### Tournage
Le tournage débute en mars 2022. Les prises de vues se déroulent dans les Winnersh Film Studios dans le Berkshire en Angleterre, ainsi qu'à Los Angeles et Berlin. Quelques scènes sont tournées dans l'État de Washington.